# Synodontis nebulosus
Synodontis nebulosus hay còn gọi là cloudy squeaker hoặc clouded squeaker là tên của một loài cá da trơn bơi lộn ngược thuộc họ Mochokidae và là loài đặc trưng của lưu vực sông Zambezi ở các nước Malawi, Mozambique, Zambia và Zimbabwe. Loài cá này được nhà thám hiểm và nhà tự nhiên học người Đức Wilhelm Peters mô tả lần đầu vào năm 1852 từ việc quan sát một mẫu vật đã được thu thập ở sông Zambezi tại Tete, Mozambique. Tên loài là nebulosus dựa trên tiếng Latin là nebulosus có nghĩa là "sương mù", "đầy mây", hay "đầy sương"
Cơ thể của chúng có màu xanh hơi vàng, có những đốm đen không đồng đều. Mặt dưới bụng thì có màu trắng hơi vàng, còn ở vây thì chúng có cùng màu cơ thể nhưng có đốm đen. Mỗi cá thể của loài này khi trưởng thành có thể đạt kích thước lên đến 15 (5,9 in). Nhìn chung thì con cái của các loài thuộc chi Synodontis đa phần đều to hơn con đực có cùng lứa tuổi.
Chúng là loài ăn tạp nên thức ăn của nó tảo, sò, mảnh vụn, xác bã hữu cơ, ấu trùng côn trùng, động vật giáp xác, trứng của các loài cá khác. Chúng sống ở lưu vực sông Zambezi, cũng như sông Buzi và sông Pungwe. Môi trường sống ưa thích của nó là sông và vùng bị ngập lụt, tuy nhiên chúng không xuất hiện ở khu vực có đá.
Tốc độ phát triển của chúng tăng nhanh vào năm đầu tiên, sau đó thì giảm dần.